# Li Qiankuan
Li Qiankuan (xinès simplificat: 李前宽, pinyin: Lǐ Qiánkuān; Dalian, Liaoning, 4 de gener de 1941 - 12 d'agost de 2021 ) fou  un director de cinema i càrrec polític de la República Popular de la Xina. Després de graduar-se el 1964, va entrar a la indústria cinematogràfica i de l'entreteniment de la Xina continental. Successivament va ocupar el càrrec de vicepresident de la Federació de Cercles Literaris i Artístics de Jilin, director en cap del Changchun Film Studio i president honorari de l'Associació de Cinema de la Xina. Va dirigir pel·lícules com Kaiguo Dadian (1989). Fou membre de l'Associació Xinesa per a la Promoció de la Democràcia i formà part de l'XI Comitè Nacional de la Conferència Consultiva Política del Poble Xinés, i va ser assignat al nové grup.